# Kassianspitze

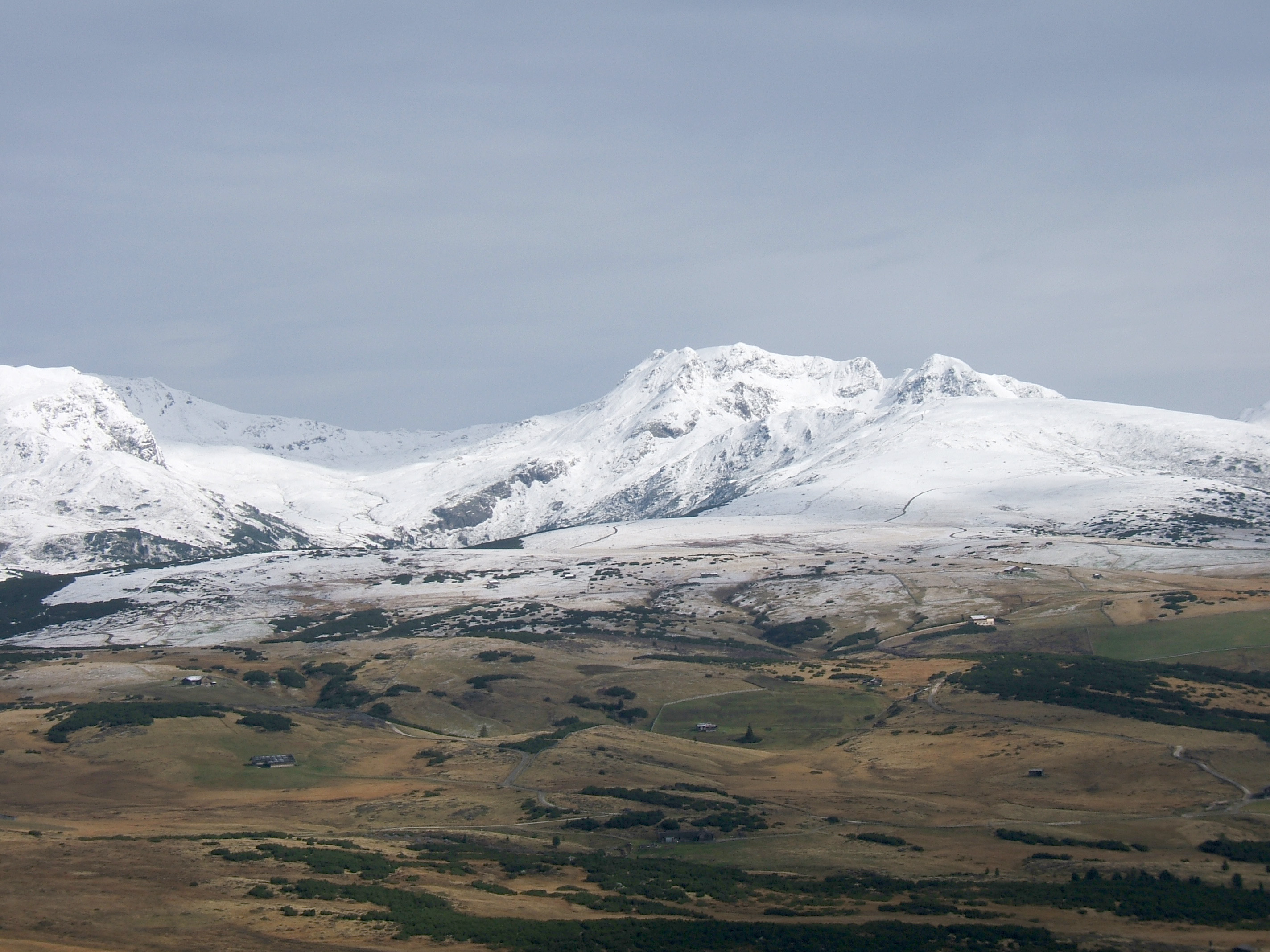
Vy från sydväst mot Kassianspitze.

Kassianspitze (italienska: Cima di San Cassiano; tyska: Kassianspitze) är ett berg i Sarntalalperna i Sydtyrolen, Italien. 